# Warum hab’ ich ja gesagt?
Warum hab’ ich ja gesagt? (Originaltitel: Designing Woman) ist eine US-amerikanische Screwball-Komödie von Vincente Minnelli aus dem Jahr 1957 mit Gregory Peck und Lauren Bacall in den Hauptrollen.

## Handlung
An einem feuchtfröhlichen Abend lernt Sportreporter Mike Hagen die Modedesignerin Marilla Brown kennen. Nachdem Marilla dem betrunkenen Mike dabei geholfen hat, für seine Zeitung einen Bericht kurz vor Redaktionsschluss zu schreiben, lädt er sie als Dank für ihre Mühen auf einen gemeinsamen Urlaub in Kalifornien ein. Sie verlieben sich, heiraten und kehren schließlich nach New York zurück. Als Mike aus seinem kleinen Apartment in Marillas noble Residenz an der East Side umzieht, findet Marilla in seinen Sachen das Foto einer Frau in verführerischer Pose. Um einem ersten Ehestreit aus dem Weg zu gehen, spricht Marilla das Thema jedoch nicht an.
Unterdessen erhält Mike Morddrohungen des zwielichtigen Boxpromoters Martin J. Daylor, über dessen Schützling Mike negative Sportberichte schreibt. Daraufhin trifft sich Mike mit seiner Ex-Freundin Lori Shannon in einem Restaurant. Als er ihr von seiner Heirat mit Marilla erzählt, kippt ihm Lori verärgert einen Teller Ravioli über den Schoß und stürmt davon. Genau in diesem Moment erscheint auch Marilla, die prompt misstrauisch wird. In ihrem Apartment veranstalten Marillas illustre Freunde daraufhin eine Überraschungsfeier für die beiden Eheleute. Mike fühlt sich unter den Schauspielern, Künstlern und Modeschöpfern äußerst unwohl, zumal sie ihn völlig ignorieren. Als Marilla einen Boxkampf besucht, über den Mike einen Bericht schreiben soll, ist sie über die Brutalität des Sports entsetzt. Beide werden sich zunehmend bewusst, dass sie in vollkommen verschiedenen Welten leben. 
Als Mike seine Pokerfreunde einlädt und Marilla in einem Nebenraum ihres Apartments eine Kostümprobe für ein Musical stattfinden lässt, kommen ihnen ernste Zweifel, ob sie überhaupt zueinander passen. Mikes Freund Maxie Stultz, ein Ex-Boxer, der zu viele Schläge auf den Kopf bekommen hat, macht Marilla mit seinem Verhalten Angst, während Choreograf Randy Owen wild durch die Wohnung tanzt und auch den Pokertisch als Tanzfläche nutzt. Ein paar Tage später besucht Mike eine von Marillas Modenschauen. Lori, der Star des Musicals, für das Marilla die Kostüme entwerfen soll, ist auch anwesend. Mike und Lori tun schließlich so, als würden sie sich nicht kennen. Als Marilla jedoch feststellt, dass es sich bei Lori um die Frau auf Mikes Foto handelt, ist sie sich sicher, dass die beiden eine Affäre haben.
Zurück im Apartment wollen Johnny O. und weitere Gefolgsleute des Boxpromoters Daylor Mike dazu zwingen, keine weiteren Sportberichte zu schreiben. Als Marilla hereinkommt, beschwichtigt Mike die Situation und gibt die Männer als seine Freunde aus. Marilla interessiert jedoch viel mehr seine Beziehung zu Lori. Mike streitet jedoch alle Vorwürfe ab. Um Daylors Männern zu entgehen und in Ruhe einen neuen Bericht schreiben zu können, wozu er von seinem Chef gedrängt worden war, erzählt er Marilla, dass er auf Dienstreise müsse. Er quartiert sich aber stattdessen in ein New Yorker Hotel ein. Zudem soll Maxie Stultz auf ihn aufpassen und jeden verprügeln, der Mike schief anschaut. Marilla ist derweil überzeugt, dass sich ihr Gatte insgeheim mit Lori trifft. Als sie Lori persönlich mit ihren Verdächtigungen konfrontieren will, macht sich Mike auf den Weg, um sich mit Lori eine Ausrede für das Foto einfallen zu lassen. Kurz nachdem er bei Lori eingetroffen ist, erscheint auch Marilla. Lori versteckt Mike kurzerhand in ihrem Schlafzimmer. Als jedoch Loris Pudel mit Mikes Schuh aus dem Schlafzimmer kommt und Mikes Versteck auffliegt, läuft Marilla wütend davon. 
Mike erfährt schließlich, dass Marilla während der Musicalpremiere in Boston von Daylors Männern entführt werden soll. Er ruft seine Frau umgehend an, um sie zu warnen. Da Marilla seine Bedenken ignoriert, nehmen Mike und Maxie den nächsten Flug nach Boston. Nachdem Lori Marilla über ihre Beziehung zu Mike aufgeklärt hat und meint, dass Mike nur gelogen hätte, um Marilla nicht zu verletzen, ist diese entschlossen, sich mit ihrem Mann zu versöhnen. Als sie sich auf den Weg zu ihm machen will, wird sie von Daylors Leuten aufgegriffen. Unterdessen treffen Mike und Maxie am Schauplatz des Geschehens ein. Mike gibt Maxie sofort das Zeichen, jeden niederzuschlagen, der ihm in den Weg kommt. Auch Choreograf Randy mischt sich in den entstehenden Kampf ein und schafft es, Daylors Männer mit seinen tänzerischen Künsten zu erledigen. Daylor landet für seine kriminellen Machenschaften schließlich hinter Gittern. Mike und Marilla versöhnen sich und zeigen nunmehr Verständnis für die Arbeit des jeweils anderen.

## Hintergrund

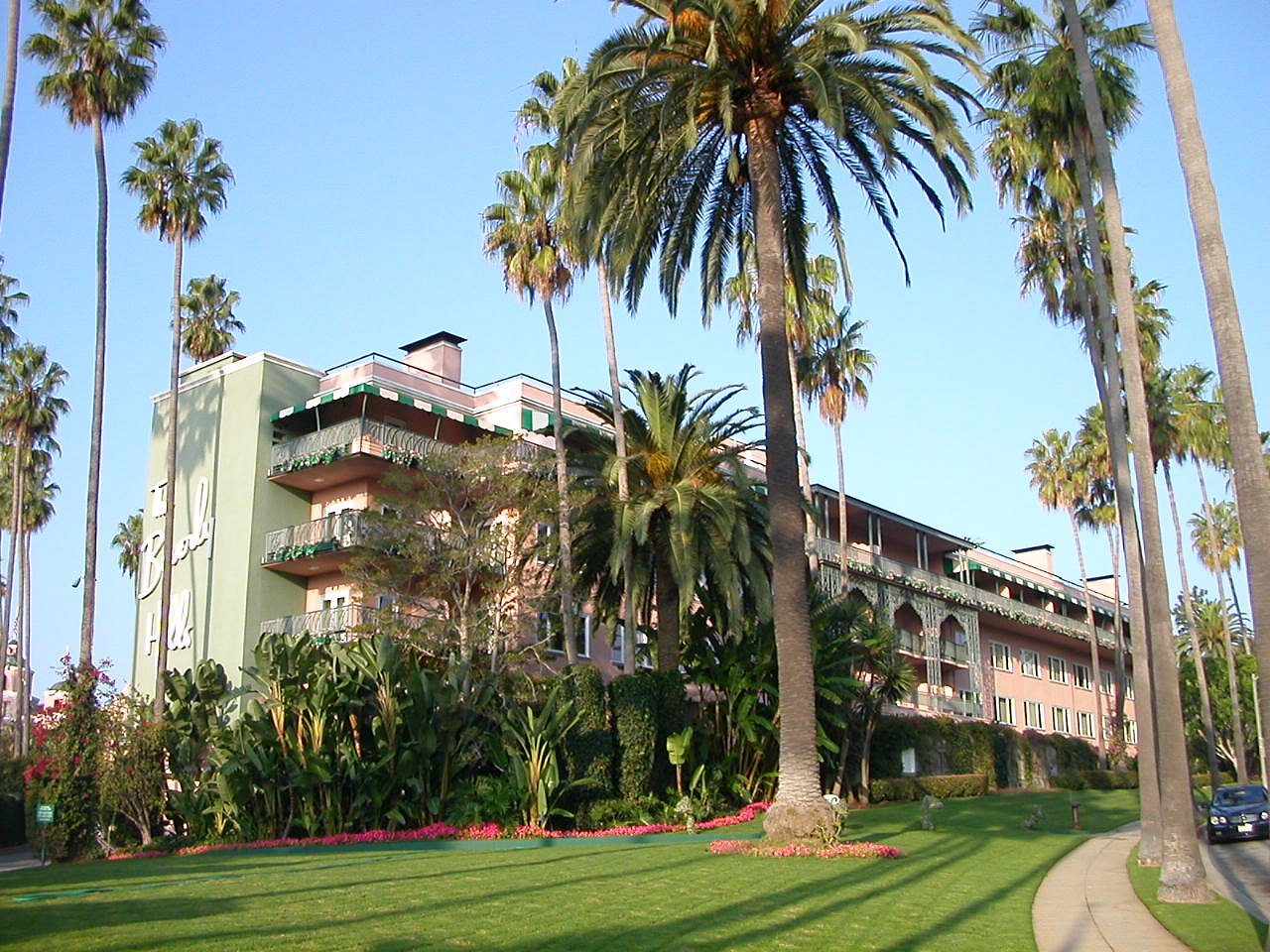
Das Beverly Hills Hotel in Los Angeles, ein Drehort des Films

Ursprünglich waren Grace Kelly und James Stewart für die Hauptrollen vorgesehen. Als Kelly aufgrund ihrer Heirat mit Fürst Rainier von Monaco das Angebot ablehnte, sagte auch Stewart ab. Gregory Peck, der von Regisseur Vincente Minnelli schließlich für die männliche Hauptrolle vorgeschlagen wurde, hatte laut Vertrag ein Mitspracherecht, was die Wahl seiner Filmpartnerin betraf. Cyd Charisse war nach Kelly ebenfalls für die Rolle der Marilla im Gespräch, Peck entschied sich jedoch für Lauren Bacall.
Die Idee zum Film lieferte die Designerin Helen Rose, die auch die Kostüme für den Film entwarf. Drehbuchautor George Wells orientierte sich bei seiner Arbeit an den Screwball-Komödien der 1930er Jahre, aber vor allem an der Katharine-Hepburn-und-Spencer-Tracy-Komödie Die Frau, von der man spricht (1942). Gedreht wurde mit einem großzügigen Budget von zwei Millionen Dollar unter anderem im Beverly Hills Hotel in Los Angeles. Für Bacall waren die Dreharbeiten nicht leicht, da sich seinerzeit ihr Mann Humphrey Bogart in den letzten Stadien seiner Krebserkrankung befand. Er starb am 14. Januar 1957, noch ehe der Film veröffentlicht wurde.
Die Weltpremiere von Warum hab’ ich ja gesagt? fand am 16. Mai 1957 in New York statt. Das Einspielergebnis belief sich in den Vereinigten Staaten auf 2,25 Millionen Dollar. In Deutschland kam die Filmkomödie am 31. Dezember 1958 in die Kinos. Am 26. Juni 1972 wurde sie vom ZDF erstmals im deutschen Fernsehen gezeigt. 2007 erschien sie auf DVD.

## Kritiken
Für das Lexikon des internationalen Films war Warum hab’ ich ja gesagt? eine „[l]eichthändig und sicher inszenierte Ehe- und Gesellschaftskomödie“. Regisseur Vincente Minnelli habe den Film „im US-Komödienstil teils intelligent-vergnüglich, teils auf Situationskomik hin angelegt“. Cinema sprach von „[i]ronische[m] Ehe-Gekrisel von Meisterhand“. Prisma zufolge habe Minnelli mit dem Film „eine hervorragend gespielte, überaus unterhaltsame Gesellschaftskomödie“ inszeniert.

## Auszeichnungen
Bei der Oscarverleihung 1958 wurde das Skript von George Wells in der Kategorie Bestes Originaldrehbuch mit dem Oscar ausgezeichnet. Wells erhielt zudem eine Nominierung für den Writers Guild of America Award. Bei der Verleihung der Laurel Awards war der Film als beste Komödie nominiert. Lauren Bacall war als beste Hauptdarstellerin in einer Komödie ebenfalls unter den Nominierten und belegte letztlich den dritten Platz.

## Deutsche Fassung
Die deutsche Synchronfassung entstand 1958 im MGM-Synchronisations-Atelier in Berlin.
| Rolle               | Darsteller         | Synchronsprecher    |
| ------------------- | ------------------ | ------------------- |
| Mike Hagen          | Gregory Peck       | Wolfgang Lukschy    |
| Marilla Brown Hagen | Lauren Bacall      | Tilly Lauenstein    |
| Lori Shannon        | Dolores Gray       | Agi Prandhoff       |
| Ned Hammerstein     | Sam Levene         | Gerhard Frickhöffer |
| Zachary Wilde       | Tom Helmore        | Kurt Waitzmann      |
| Maxie Stultz        | Mickey Shaughnessy | Fritz Tillmann      |
| Charlie Arneg       | Jesse White        | Horst Niendorf      |
| Johnnie O.          | Chuck Connors      | Benno Hoffmann      |
| Martin J. Daylor    | Edward Platt       | Peter Mosbacher     |
| Luke Coslow         | Alvy Moore         | Harry Wüstenhagen   |
| Gwen                | Carol Veazie       | Lilli Schoenborn    |
| Randy Owens         | Jack Cole          | Alfred Balthoff     |
| Larry Musso         | Richard Deacon     | Otto Czarski        |